# 西川和孝
西川 和孝（にしかわ かずたか、1967年〈昭和42年〉9月29日 - ）は、東京都大田区出身の元子役俳優、元政治家。受刑者。

## 来歴・人物

### 子連れ狼
『子連れ狼』（萬屋錦之介版）の第1部（1973年〈昭和48年〉放映）・第2部（1974年〈昭和49年〉放映）で、萬屋錦之介演ずる主人公・拝一刀の息子・拝大五郎役を演じ、その愛らしさで人気を博し、これをパロディーにしたCMが制作・放映されるほどであった。
原作劇画の眉の太い大五郎と容姿が似て、「まだ三つの大五郎」を演じたといわれる後任の佐藤たくみに比べ、あどけない容姿の西川は「宿命の子・大五郎」を演じたと評されていた。なお、西川が初代大五郎であるとされることもあるが、実際の初代大五郎は『子連れ狼』〈若山富三郎版〉：1972年〈昭和47年〉 - 1973年に制作・上映）で大五郎を演じた富川晶宏であり、西川は映像作品としては二代目の大五郎となる。
その後は1976年（昭和51年）にTBSで放送された連続テレビドラマ『刑事くん』の第4作（主演：星正人）に主人公・勝山剛の弟役でレギュラー出演した。

### 芸能界引退後
高校卒業後、芸能界を引退し、渡米。帰国後は水泳指導員としてサラリーマン生活を送る。やがてスイミングスクールの営業権を買い取ったが、経営はうまく行かず、後述の金銭トラブルの遠因となった。
1995年（平成7年）の統一地方選挙では、転勤先の新潟県白根市（現在の新潟市南区）の市議会議員選挙に上位当選し、「大五郎議員」として一躍時の人となったが、女性問題や金銭トラブルから、次の1999年（平成11年）の統一地方選挙には出馬せず政界を引退した。
1997年（平成9年）には萬屋錦之介の葬儀に参列し、「大人になった大五郎」としてスポーツ新聞などに取り上げられている。
その後、雀荘の経営に乗り出していたが、1999年11月30日、店の資金のトラブルから、金融業者である上越市内在住の知人男性（56歳）を殺害、部下の男に指示して男性の遺体を新潟県岩船郡朝日村（現在の村上市）の山林に遺棄、現金約500万円を奪い工事費やローンの返済に充てた。同年12月下旬に、死体遺棄容疑で国際刑事警察機構 (ICPO) を通じて国際手配された。香港へ出国した後にタイに逃亡したが、同国で身柄を拘束され、同年12月25日未明に日本へ向かう航空機内で、新潟県警察の捜査本部（上越警察署）から派遣された捜査員によって逮捕された。
強盗殺人・死体遺棄などの罪に問われ、2000年（平成12年）10月3日、新潟地方裁判所（榊五十雄裁判長）で無期懲役の判決を言い渡された（確定）。

## 出演作品

### テレビドラマ
- 子連れ狼 （1973年 - 1974年、NTV） - 拝大五郎
- 特捜記者 犯罪を追え 第18話（1974年、KTV）
- 闘え!ドラゴン 第19話（1974年、東京12CH） - 植木ヨシオ
- 花は花よめ 第3シリーズ（1974年、NTV）
- イナズマンF 第14話「大空中戦!! 合体ウデスパー戦略部隊」（1974年、NET）
- 幸福ゆき（1975年、TBS） - 大助
- ちんどんどん（1975年、NTV） - 大平豊
- それ行け!カッチン（1975年 - 1976年、TBS） - 谷川正太
- いろはの"い" 第5話「殺意」（1976年、NTV） - 山崎タケシ
- 刑事くん 第4部（1976年、TBS） - 勝山三郎
- 気まぐれ天使 第1話「忍ぶれど……」（1976年、NTV） - 幼少期の忍
- パパは独身（1976年 - 1977年、TBS） - 正一
- 刑事犬カール（1977年 - 1978年、TBS） - タケシ
- おにいちゃんはいちばんぼし（1978年、東京12CH）
- 江戸の渦潮 第6話「春風にのった母子」（1978年、CX）
- コメットさん（1979年、TBS） - 沢野準平
- 聖女房（1979年、YTV）
- 西遊記II 第4話（1979年、NTV）
- 秋なのにバラ色（1981年、MBS） - 高木幸司
- 土曜ワイド劇場 (ANB)
  - 凶学の巣3（1987年）

### テレビアニメ
- 花の係長（1976年 - 1977年） - 太郎[14]
- 十五少年漂流記（1982年） - バクスター
- キャプテン（1982年）

### バラエティ番組
- お化けのサンバ（1980年 - 1981年、東京12チャンネル） - ナイト

### CM
- 興和 ウナコーワ虫よけ おんぶ篇（1978年）[15]